# فوهة غولا

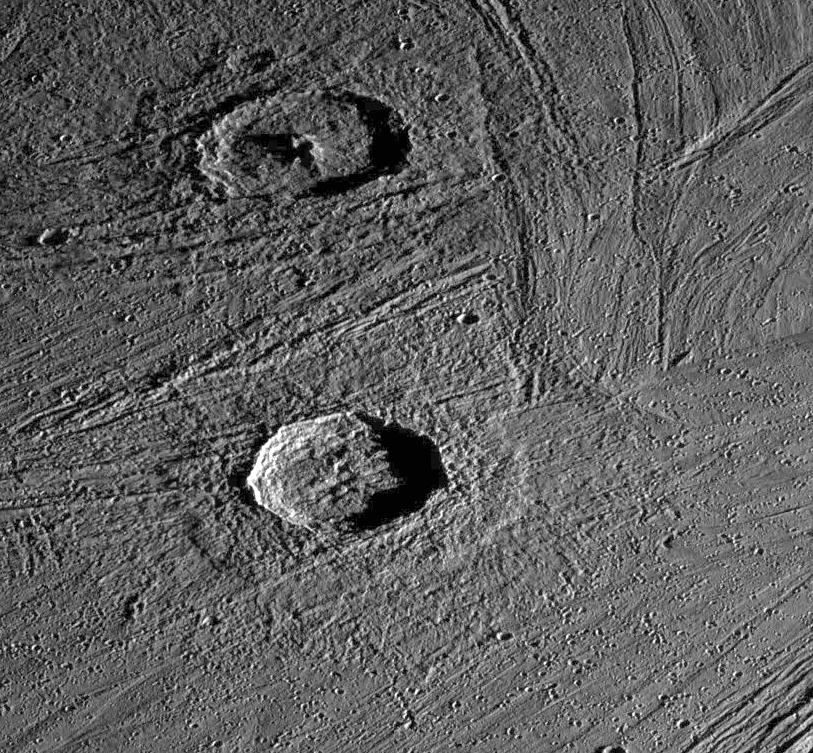

فوهة غولا (بالإنجليزية: Gula crater)‏ هي فوهة صدمية على غانيميد، أكبر أقمار المجموعة الشمسية وهو ضمن الأقمار الأربعة لأضخم كوكب المشتري. وهي فوهة جديدة نسبياً مع ذروة مركزية مميزة. و يبلغ قطرها حوالي 40 كيلومترا (25 ميلا) تقريباً.